# Milo Đukanović

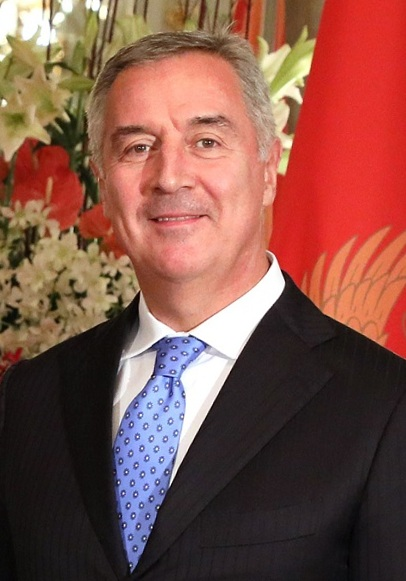
Milo Đukanović (2019)

Milo Ðukanović (anhörenⓘ, kyrillisch Мило Ђукановић; * 15. Februar 1962 in Nikšić, SR Montenegro, Föderative Volksrepublik Jugoslawien) ist ein montenegrinischer Politiker. Er war von 1998 bis 2002 und von 2018 bis 2023 Präsident von Montenegro. Außerdem war er viermal Premierminister des Landes (1991–1998, 2002–2006, 2008–2010 und 2012–2016). Von 1997 bis zum 8. April 2023 war er Parteivorsitzender der Demokratischen Partei der Sozialisten Montenegros.

## Leben
Nach einem Studium der Wirtschaftswissenschaften trat Đukanović in den 1980er Jahren dem Bund der Kommunisten Jugoslawiens bei, dem er bis zum Zerfall des Vielvölkerstaates als ZK-Mitglied angehörte. Nachfolgend wurde er in Montenegro Mitglied der Demokratischen Partei der Sozialisten (DPS) und 1991 Premierminister von Montenegro. Nach dem innerparteilichen Machtkampf gegen Momir Bulatović gelang es ihm schließlich auch, sich bei der Präsidentschaftswahl 1997 knapp gegen ihn durchzusetzen. Da es ab diesem Zeitpunkt ständig Patt-Situationen zwischen Befürwortern der Unabhängigkeit und Befürwortern der staatlichen Gemeinschaft mit Serbien gab, entschloss er sich, wieder für das Amt des Premiers zu kandidieren, womit er bei den Parlamentswahlen 2002 dann auch erfolgreich war.
Sein selbst gesetztes Amtsziel, die Unabhängigkeit Montenegros, erreichte Đukanović durch eine Volksabstimmung am 21. Mai 2006, bei der sich eine 55,5-prozentige Mehrheit der montenegrinischen Wähler für die Trennung von Serbien aussprach.
Am 3. Oktober 2006 erklärte Ðukanović, dass er nicht mehr für das Amt des Ministerpräsidenten kandidieren werde, blieb jedoch Vorsitzender seiner Partei und Parlamentsabgeordneter. Als Nachfolger im Amt des Premierministers wurde Željko Šturanović vorgeschlagen, der als enger Verbündeter Ðukanovićs galt und Justizminister in dessen Kabinett war.
Als Šturanović Anfang 2008 aus gesundheitlichen Gründen seinen Rücktritt erklärte, kehrte Ðukanović ins Amt des Ministerpräsidenten zurück. Das Parlament bestätigte am 29. Februar 2008 seine Nominierung durch den Staatspräsidenten. Seine Partei erreichte bei den folgenden Parlamentswahlen am 29. März 2009 mehr als 50 Prozent der abgegebenen Stimmen und gewann zum sechsten Mal die Parlamentswahl in Montenegro. Er versprach seinen Anhängern, das Land nun schnellstmöglich in die Europäische Union und die NATO führen zu wollen.
Die seit dem Jahre 2008 in Italien und Deutschland betriebenen Ermittlungen gegen Ðukanović wegen Zigarettenschmuggels stellte Italiens Staatsanwalt Giuseppe Scelsi im Jahre 2009 wieder ein. Voraus ging die Ermordung des kroatischen Journalisten Ivo Pukanić, der als Mitbegründer, Besitzer und Chefredakteur der Wochenzeitung Nacional aus Zagreb im Jahre 2008 an dem in Bari geplanten Prozess aussagen sollte.
In Belgrad und Zagreb wurden die Täter und Mittäter zu langen Haftstrafen verurteilt.
Am 21. Dezember 2010 gab Đukanović seinen Rücktritt als Premierminister bekannt. Als Nachfolger schlug er den bisherigen Finanzminister Igor Lukšić vor. Nach dessen Wahl durch das montenegrinische Parlament fand die Amtsübergabe am 29. Dezember 2010 statt. Đukanović blieb aber weiterhin Vorsitzender der DPS.
Nachdem seine Partei bei der Parlamentswahl vom 14. Oktober 2012 wiederum stärkste Kraft wurde, wählte das Parlament von Montenegro Đukanović am 4. Dezember ein weiteres Mal zum Ministerpräsidenten.
Nach der Parlamentswahl am 16. Oktober 2016, die keine klaren Mehrheiten brachte, trat Đukanović als Ministerpräsident zurück. Als Nachfolger bestimmte er seinen engen Vertrauten und bisherigen Stellvertreter Duško Marković. Bei der Präsidentschaftswahl am 15. April 2018 wurde Đukanović mit 53,9 % der Stimmen erneut zum Staatspräsidenten Montenegros gewählt.
Aus der Parlamentswahl 2020 ging seine DPS als stärkste Partei Montenegros hervor; die Partei verfehlte aber zusammen mit ihren potenziellen Partnern die absolute Mehrheit knapp.
Bei der Präsidentschaftswahl in Montenegro 2023 erreichte Đukanović im ersten Wahlgang etwa 35 Prozent der Stimmen. Der Gegenkandidat Jakov Milatović, im Kabinett Krivokapić einst Minister für wirtschaftliche Entwicklung, 2022 Mitgründer und Vizevorsitzender der politischen Bewegung Evropa sad! („Europa jetzt!“), landete mit rund 29 Prozent auf dem zweiten Platz, wurde jedoch in der Stichwahl von fast allen ausgeschiedenen Kandidaten unterstützt. So gewann Milatović die Stichwahl der Präsidentschaftswahl mit deutlichem Abstand (58,9 % der Stimmen zu 41,1 %) vor Đukanović.

## Firmen und Vermögen
Im Jahre 2021 veröffentlichten Journalisten in Podgorica Informationen darüber, wie Milo Đukanović unter beachtlichem Aufwand enormen Reichtum verbirgt. Dies belegen Dokumente in den Pandora Papers. Zur Verschleierung seines Vermögens ließ Milo Đukanović über die Anwälte Alemán, Coldero, Galindo & Lee (AlCoGaL) am 21. Juni 2012 über die auf den Britischen Jungferninseln registrierte Firma CM Skye 2 (PTC) Ltd. Trusts für sich und den Sohn Blažo Đukanović einrichten. Zu dem Zeitpunkt war er noch nicht Präsident. Als Đukanović im selben Jahr unerwartet das Amt des Premierministers wieder bekleidete, übergab er das Eigentum am Victoria Trust seinem Sohn Blažo. Dieser reichte seinen montenegrinischen Personalausweis und eine Rechnung für die Anmietung einer Wohnung in London ein. Die beglaubigte Kopien wurden von London in die Schweiz an CM Management (Suisse) SA gesandt, die ihren Namen im März 2013 in LJ Management (Suisse) SA änderte.